# Реча (Бакеу)
Реча (рум. Recea) — село у повіті Бакеу в Румунії. Входить до складу комуни Хорджешть.
Село розташоване на відстані 229 км на північ від Бухареста, 22 км на південний схід від Бакеу, 94 км на південний захід від Ясс, 131 км на північний захід від Галаца, 138 км на північний схід від Брашова.

## Населення
За даними перепису населення 2002 року у селі проживали 573 особи, усі — румуни. Усі жителі села рідною мовою назвали румунську.